# Culicoides pusillus
Culicoides pusillus är en tvåvingeart som beskrevs av Lutz 1913. Culicoides pusillus ingår i släktet Culicoides och familjen svidknott. Inga underarter finns listade i Catalogue of Life.